# Seznam hvězd v souhvězdí Oltáře
Toto je seznam významných hvězd v souhvězdí Oltáře (Ara). Hvězdy jsou seřazeny podle zdánlivé hvězdné velikosti.